# Sankt Gilgen
Sankt Gilgen je menší město, lázeňské středisko a letovisko v Solné komoře, v Salcbursku, ve středo-západní části Rakouska. Sankt Gilgen leží na severozápadním pobřeží jezera Wolfgangsee, necelých 30 kilometrů jihovýchodně od Salcburku.
Žije zde přibližně 3 900 obyvatel.

## Geografie
Sankt Gilgen leží v oblasti Solné komory, na pobřeží jezera Wolfgangsee. Jižně od města leží hora Zwölfehorn (1 521 m), východně Schafberg (1 782 m), severně se nachází jezero Mondsee, severovýchodně jezero Attersee. Oblast je součástí Hor Solné komory, které náleží k Severním vápencovým Alpám.

## Město

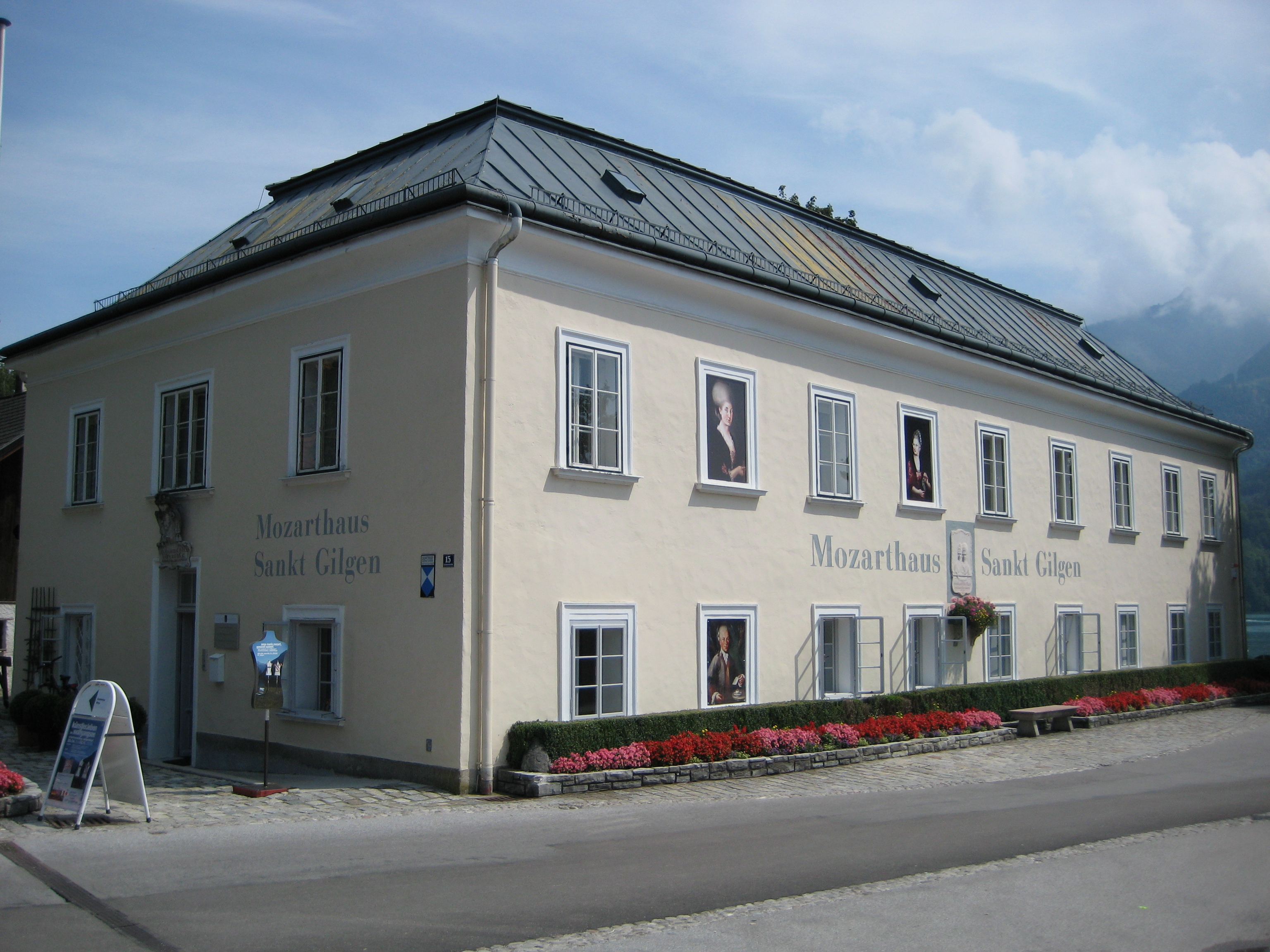
Rodný dům matky W. A. Mozarta, který dnes funguje jako muzeum.

K hlavním stavebním dominantám obce náleží barokní farní kostel Sankt Gilgen (svatého Jiljí), jehož současná podoba je z druhé poloviny 19. století, dále radnice na náměstí Marktplatz, rodný dům matky W. A. Mozarta nebo hotel Post s fasádou s freskami z 18. století.